# Nicola Spedalieri
Nicola Spedalieri (Bronte, 1740-Roma, 26 de noviembre de 1795) fue un teólogo y filósofo católico. Spedalieri se destacó por sus ataques al historiador Edward Gibbon y por su defensa del poder eclesiástico y la infalibilidad romana.

## Biografía
Nicola Spedalieri nació en Bronte (Catania) en 1740. Ordenado sacerdote hacia 1764, al poco tiempo enseñaba filosofía y matemáticas en el seminario de Monreale, hasta que en 1773 se trasladó a Roma, donde le fue concedido un asiento en la Academia de la Arcadia. Si bien, para 1784, Spedalieri ya era autor de varios ensayos en torno al arte de gobierno y a la influencia de la religión en la sociedad civil, así como sobre la historia del cristianismo, su fama en la historia de las doctrinas políticas se debe ante todo a su escrito Dei diritti dell'uomo (Sobre los derechos del hombre). En este último admitió el principio de la soberanía popular y hasta el derecho a deponer a un tirano, además de enarbolar los derechos naturales del hombre como base de su teoría jurídica, motivo para que se le conociera como “el cura jacobino”. La obra, como era de esperar, iba a encontrar una viva oposición en todos monárquicos, pero también entre muchos jansenistas italianos, incluido Pietro Tamburini que mantendría una agria polémica con Spedalieri. 
Polifacético en su talento, al desempeño de teólogo y filósofo sumó el de historiador, poeta, músico, orador y matemático. Spedalieri murió en Roma, en 1795, en circunstancias misteriosas.

## Obras
- Propositionum theologicarum specimen, Roma, 1772;[1]
- Analisi dell'"Esame critico del cristianesimo" di Nicola Fréret, Roma, 1778;
- Ragionamento sopra l'arte di governare, Roma, 1779;
- Ragionamento sulla influenza della religione cristiana sulla società civile, Roma, 1779;
- Confutazione dell'esame del cristianesimo fatto da Gibbon nella sua storia della decadenza, Roma, 1784;
- De' diritti dell'uomo, Asís, 1791;
- Difesa de' diritti dell'uomo dello Spedalieri in risposta al Bianchi, Asís, 1793;
- Ragionamento recitato all'adunanza degli Arcadi nel Bosco Parrasio il XXIV agosto MDCCXCIV... sul verso di Orazio "Scriptorum chorus amat nemus et fugit urbes", Roma, 1794.